# Andrea Coda
Andrea Coda (Massa, 25 april 1985) is een Italiaans voetballer die doorgaans speelt als centrale verdediger. In juli 2021 verliet hij Aglianese.

## Clubcarrière
Coda speelde in de jeugd van Sporting Lucchese en Empoli en bij die laatste club brak hij in 2004 ook door en hij hielp de club te promoveren. In augustus 2005 debuteerde hij zodoende in de Serie A. In januari 2006 kocht Udinese de helft van zijn transferrechten, al maakte de verdediger het seizoen af bij Empoli. Na een periode als reservespeler kreeg Coda steeds meer speeltijd en in de zomer van 2007 kocht Udinese de andere helft van de rechten, zodat hij volledig eigendom van de club werd. Coda werd in het seizoen 2008/09 een vaste basisspeler, als centraal duo met Maurizio Domizzi. In juni 2010 zou hij eigenlijk verhuurd worden aan Bari. Die deal vond echter geen doorgang. Twee jaar later tekende de verdediger een vernieuwde verbintenis, die hem tot 2017 in het Stadio Friuli moest houden. In 2013 werd Coda op huurbasis gestald bij Parma. Het seizoen 2013/14 speelde hij bij Livorno, dat hem gehuurd had. Udinese verhuurde zowel Coda als Luis Muriel in januari 2015 voor een half jaar aan Sampdoria, dat daarbij een verplichting tot definitieve overname van beide spelers aanging. Zodoende tekende hij een contract waarmee hij zich tot medio 2017 verbond aan de club. Na een halfjaar werd eenzelfde constructie bedacht waarbij Coda op huurbasis naar Pescara vertrok, dat hem daarop definitief overnam. Hij tekende een verbintenis tot medio 2018. Na dit contract gingen club en speler uit elkaar waarna Coda een halfjaar zonder club zat. In januari 2019 tekende de verdediger voor een half seizoen bij Viterbese. Hierna speelde hij kort voor Gubbio en Aglianese.

## Interlandcarrière
Coda werd in 2008 opgeroepen door Pierluigi Casiraghi voor het Italiaans Olympisch elftal. Tijdens de Olympische Zomerspelen 2008 kwam hij uit tijdens alle drie de groepswedstrijden. In de kwartfinale werd er verloren van België. De verdediger kwam in dit duel niet in actie.